# Antocha latistilus
Antocha latistilus là một loài ruồi trong họ Limoniidae. Chúng phân bố ở miền Cổ bắc.